# Afon Gwydderig
Afon Gwydderig är ett vattendrag i Storbritannien.   Det ligger i riksdelen Wales, i den södra delen av landet, 260 km väster om huvudstaden London.